# Gare de Pierrelatte
La gare de Pierrelatte est une gare ferroviaire française des lignes de Paris-Lyon à Marseille-Saint-Charles et de Pierrelatte à Nyons, située sur le territoire de la commune de Pierrelatte, dans le département de la Drôme, en région Auvergne-Rhône-Alpes.
Elle est mise en service en 1854 par la Compagnie du chemin de fer de Lyon à la Méditerranée (LM), avant de devenir une gare de la Compagnie des chemins de fer de Paris à Lyon et à la Méditerranée (PLM) en 1857.
C'est une gare de la Société nationale des chemins de fer français (SNCF) desservie par des trains TER Auvergne-Rhône-Alpes.

## Situation ferroviaire
Établie à 57 mètres d'altitude, la gare de Pierrelatte est située au point kilométrique (PK) 682,788 de la ligne de Paris-Lyon à Marseille-Saint-Charles, entre les gares ouvertes de Donzère et de Bollène-La Croisière.
Ancienne gare de bifurcation, elle est également l'origine de la ligne de Pierrelatte à Nyons (déclassée), dont il ne subsiste aujourd'hui qu'une voie mère d'embranchement.

## Histoire
La gare de Pierrelatte est mise en service le 29 juin 1854 par la Compagnie du chemin de fer de Lyon à la Méditerranée (LM), lorsqu'elle ouvre à l'exploitation la section de Valence à Avignon de sa ligne de Lyon à Avignon.
En avril 1857, la gare est intégrée dans le réseau de la Compagnie des chemins de fer de Paris à Lyon et à la Méditerranée (PLM), nouvelle compagnie née de la fusion entre la Compagnie du chemin de fer de Paris à Lyon et la Compagnie du chemin de fer de Lyon à la Méditerranée.
Le 22 juillet 1897, elle devient gare d'embranchement avec l'ouverture de la ligne de Pierrelatte à Nyons par la Compagnie du PLM (déclassée le 12 novembre 1954).

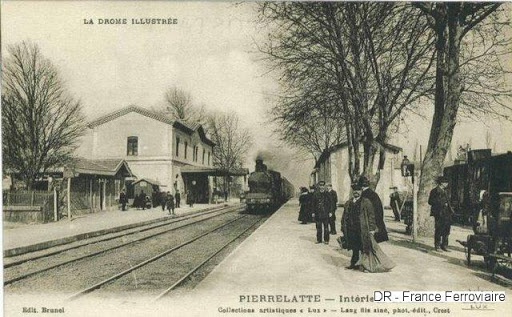
La gare vers 1900.
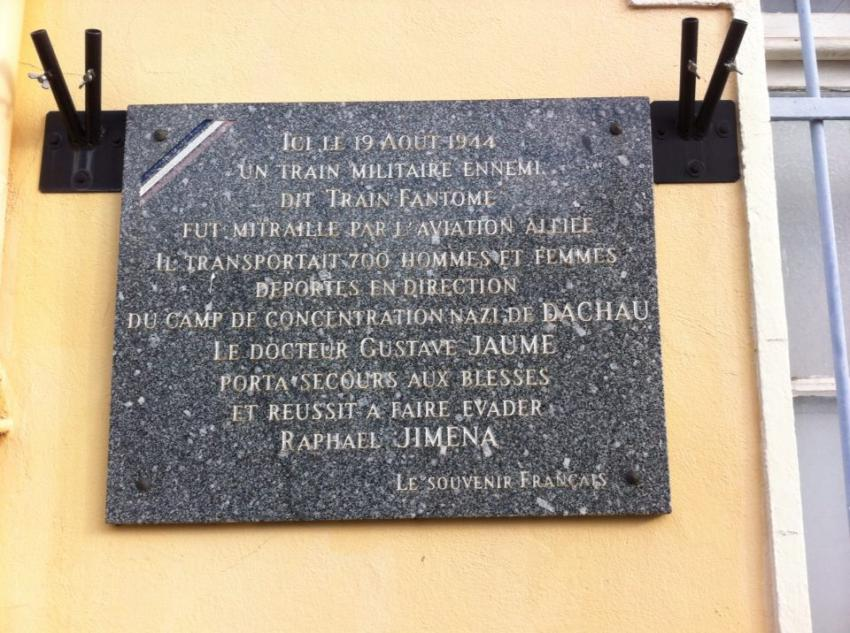
Plaque commémorative.

## Fréquentation
De 2015 à 2023, selon les estimations de la SNCF, la fréquentation annuelle de la gare s'élève aux nombres indiqués dans le tableau ci-dessous.
| Année                      | 2015    | 2016    | 2017    | 2018    | 2019    | 2020    | 2021    | 2022    | 2023    |
| -------------------------- | ------- | ------- | ------- | ------- | ------- | ------- | ------- | ------- | ------- |
| Voyageurs                  | 286 326 | 262 644 | 284 941 | 258 083 | 287 040 | 187 033 | 227 218 | 265 859 | 282 395 |
| Voyageurs et non voyageurs | 357 908 | 328 305 | 356 177 | 322 604 | 358 800 | 233 791 | 284 023 | 332 324 | 352 993 |

## Service des voyageurs

### Accueil
Gare SNCF, elle dispose d'un bâtiment voyageurs, avec un guichet, ouvert tous les jours. Elle est équipée d'automates pour l'achat de titres de transport TER.

### Desserte
Pierrelatte est desservie par des trains TER Auvergne-Rhône-Alpes assurant la relation de Lyon-Part-Dieu à Marseille-Saint-Charles.

### Intermodalité
Elle est desservie par des cars TER Auvergne-Rhône-Alpes de Le Pouzin à Pierrelatte, via les arrêts de Bourg-Saint-Andéol, Viviers-La Poste, Le Teil-Sablons et Cruas-Centre.

Installations de la gare
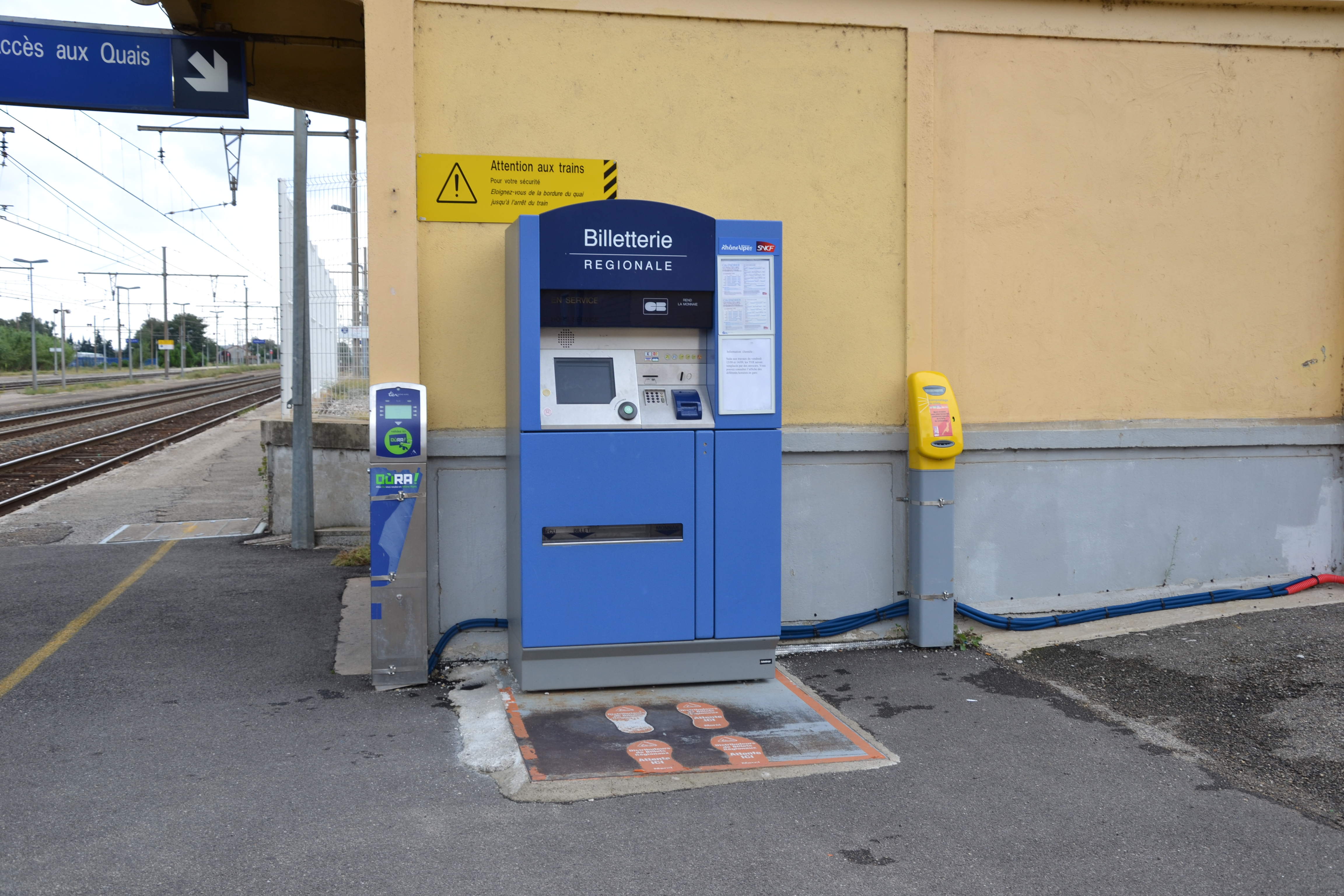
Automate TER.
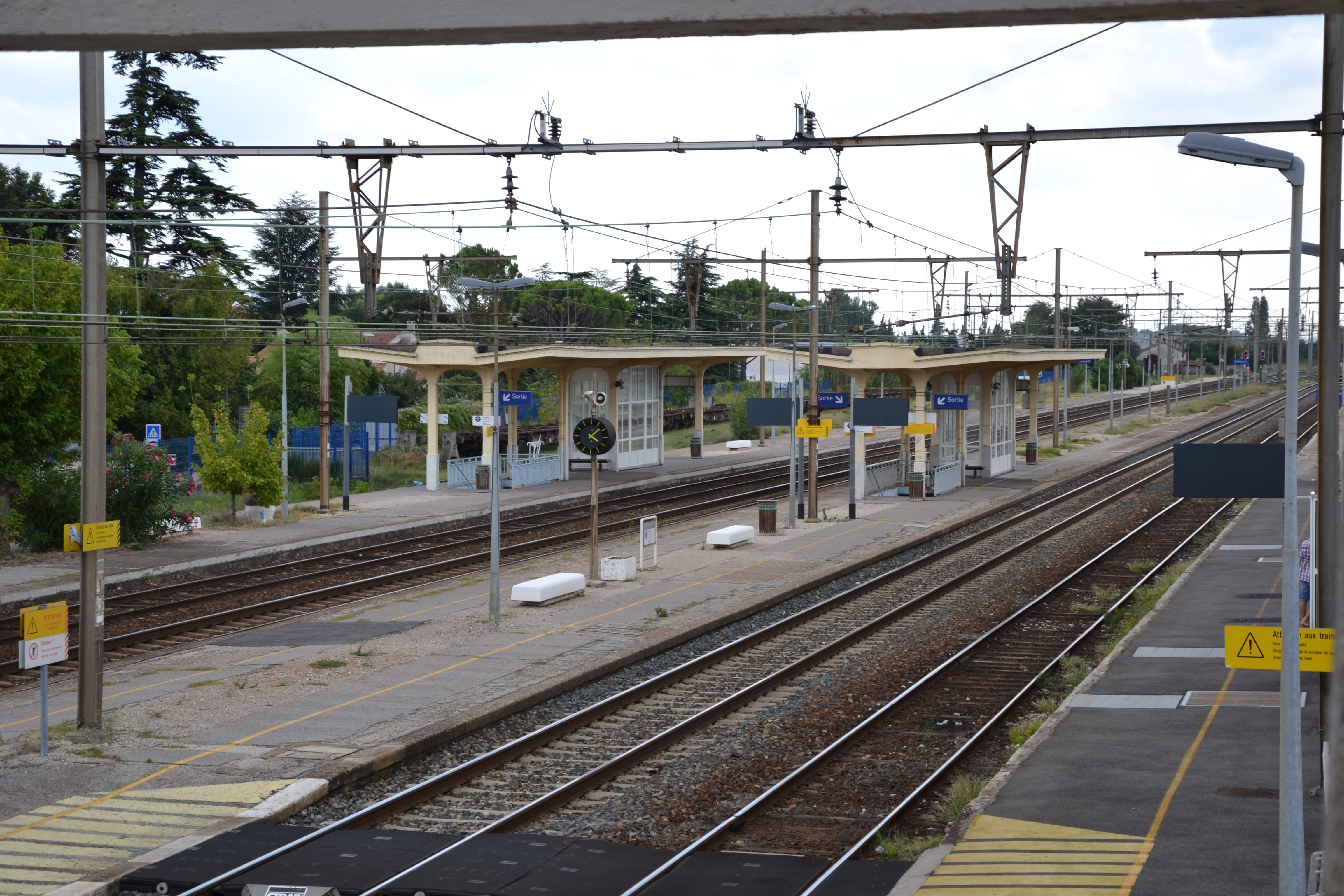
Voies et quais.
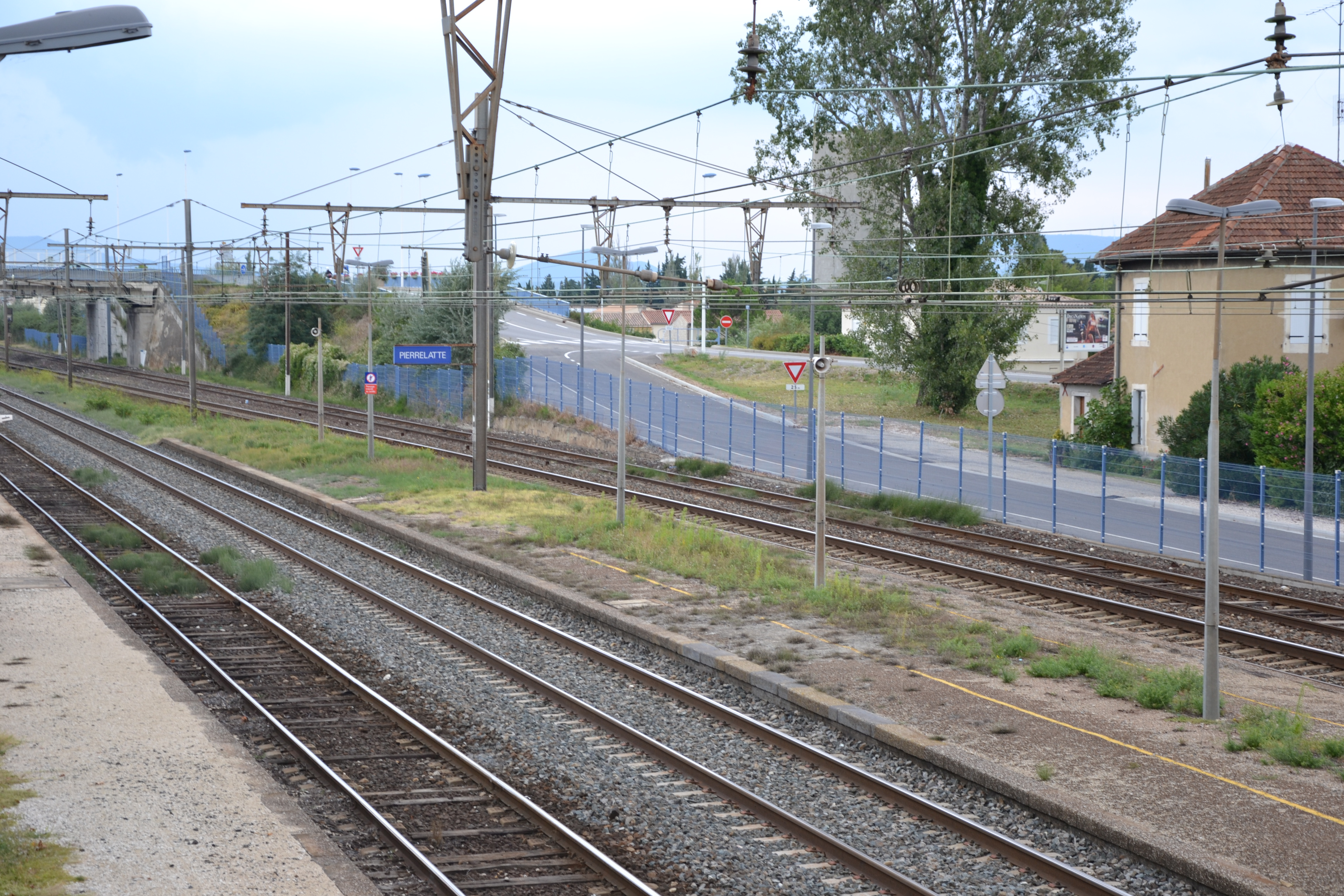
Voies et quais.

## Service des marchandises
La gare est ouverte au service du fret y compris au service des wagons isolés. Elle dessert également des installations terminales embranchées dont le site nucléaire du Tricastin.

## Patrimoine ferroviaire
Elle a conservé son bâtiment voyageurs d'origine, construit en 1854 par la Compagnie du chemin de fer de Lyon à la Méditerranée (LM).